# Méaudre
Méaudre is een plaats en voormalige gemeente in het Franse departement Isère in de regio Auvergne-Rhône-Alpes en telt 1171 inwoners (2004). De plaats maakt deel uit van het arrondissement Grenoble.

## Geschiedenis
Méaudre is op 1 januari 2016 gefuseerd met de gemeente Autrans tot de gemeente Autrans-Méaudre en Vercors. 

## Geografie
De oppervlakte van Méaudre bedraagt 33,87 vierkante kilometer; Op 1 januari 2018 was de bevolkingsdichtheid 43,4 inwoners per km².
De onderstaande kaart toont de ligging van Méaudre met de belangrijkste infrastructuur en aangrenzende gemeenten.

## Demografie
Onderstaande figuur toont het verloop van het inwonertal.